# 黎景熙
黎 景熙（れい けいき、生没年不詳）は、中国の北魏末から北周にかけての学者・官僚。字は季明。本貫は河間郡鄚県。

## 経歴
北魏の敷城郡太守の黎瓊の子として生まれた。従祖父の黎広に古文字を習って、その学問を受け継いだ。また占いや天文を好んだ。1000巻あまりの書籍を所蔵しながら、狭い住居に質素な生活を営んだ。范陽の盧道源を莫逆の友とした。
永安年間、盧道源に出仕を勧められて、初めて官につき、威烈将軍となった。孝武帝の初年、鎮遠将軍に転じた。ほどなく歩兵校尉に任じられた。北魏が東西に分裂すると、景熙は東魏の侯景に従った。銀青光禄大夫の位を受け、中軍将軍の号を加えられた。行台郎中となり、黎陽郡太守に任じられた。侯景の下で懸瓠に入ったが、かれが頼むに足りないと見て取ると、官職を棄てて立ち去った。清浄とはいえない官界を嫌い、悠々自適に暮らそうと、潁川で間借りの生活を始めた。西魏の王思政が潁川に駐屯すると、たびたび景熙のもとに招聘の使者を出した。景熙はやむなく王思政と面会し、その内館に1月あまり滞在した。さらに宇文泰に召されて、関中に入った。東閤で古今の文字を校定するよう命じられ、趙文淵や沈遐らとともに『説文解字』と『字林』の新版を刊行した。
大統末年、安西将軍の号を受けた。ほどなく著作佐郎に任じられた。職務に専念して著述をおこたらなかったが、頑固な性格が時勢に合わず、一史官の任に留められて、10年のあいだ召されることがなかった。554年（恭帝元年）、平南将軍・右銀青光禄大夫の位に進んだ。556年（恭帝3年）、六官が建てられると、外史上士となった。557年（孝閔帝元年）、北周が建国されると、景熙は征南将軍・右金紫光禄大夫の位を加えられた。559年（明帝3年）、賀蘭祥が吐谷渾を攻撃すると、景熙はこの征戦に従軍した。凱旋すると、驃騎将軍・右光禄大夫の位を受けた。560年（武成2年）、外史下大夫に転じた。
563年（保定3年）、武帝が大規模な宮殿造営事業を計画したが、この年の春夏に日照りが続いて民衆が苦しんでいたことから、景熙は上書して帝を諫めた。568年（天和3年）、車騎大将軍・儀同三司の位に進んだ。後に病没した。

## 伝記資料
- 『周書』巻47 列伝第39
- 『北史』巻82 列伝第70